# Françoise de Motteville
Françoise de Motteville, född Bertaut 1621, död 1689, var en fransk hovfunktionär och författare. Hon var hovfröken till den franska drottningen Anna av Österrike och författare till den första biografin om Anna: Mémoires d'Anne d'Autriche.
Françoise de Motteville var dotter till hovfunktionären Pierre Bertaut och brorsdotter till poeten Jean Bertaut. Hennes mor Louise kunde tala och skriva spanska och hade därför blivit omtyckt av Anna redan vid dennas ankomst till Frankrike, och år 1627 fick Francoise en plats som hovfröken hos Anna: hon ska då ha varit sex års gammal och talade själv spanska. Francoise avskedades från sin plats vid nio års ålder år 1630, då Ludvig XIII lät avskeda flera personer ur Annas hov som straff för att hon i samarbete med Maria av Medici hade försökt störta kardinal Richelieu. Hon bosatte sig då i Normandie, där hon vid 18 års ålder gifte sig med den 80 år gamle Nicolas Langlois de Motteville: hon blev änka två år senare.
När Anna blev Frankrikes regent 1643 återfick de Motteville sin tjänst vid hovet och tillhörde därefter Annas närmaste umgängeskrets av vänner och förtrogna. Till skillnad från till exempel Marie de Hautefort blandade sig Françoise de Motteville aldrig i några intriger och höll sig utanför alla kontroversiella aktiviteter som kunnat kosta henne hennes ställning. Françoise de Mottevilles vänskap och beundran för Anna ansågs av samtiden överstiga vad var "normalt". de Motteville skrev sin biografi om Anna med dennas vetskap och godkännande: Anna kommenterade att det var en dum sysselsättning att kasta bort tid på, men om hon insisterade på att göra det, så borde hon få alla fakta rätt och inte skönmåla henne på grund av deras vänskap. Hennes nära position gör hennes biografi ett viktigt historiskt dokument, och den avslöjar mycket information som annars inte skulle ha blivit känd.